# Finnland-Jungs

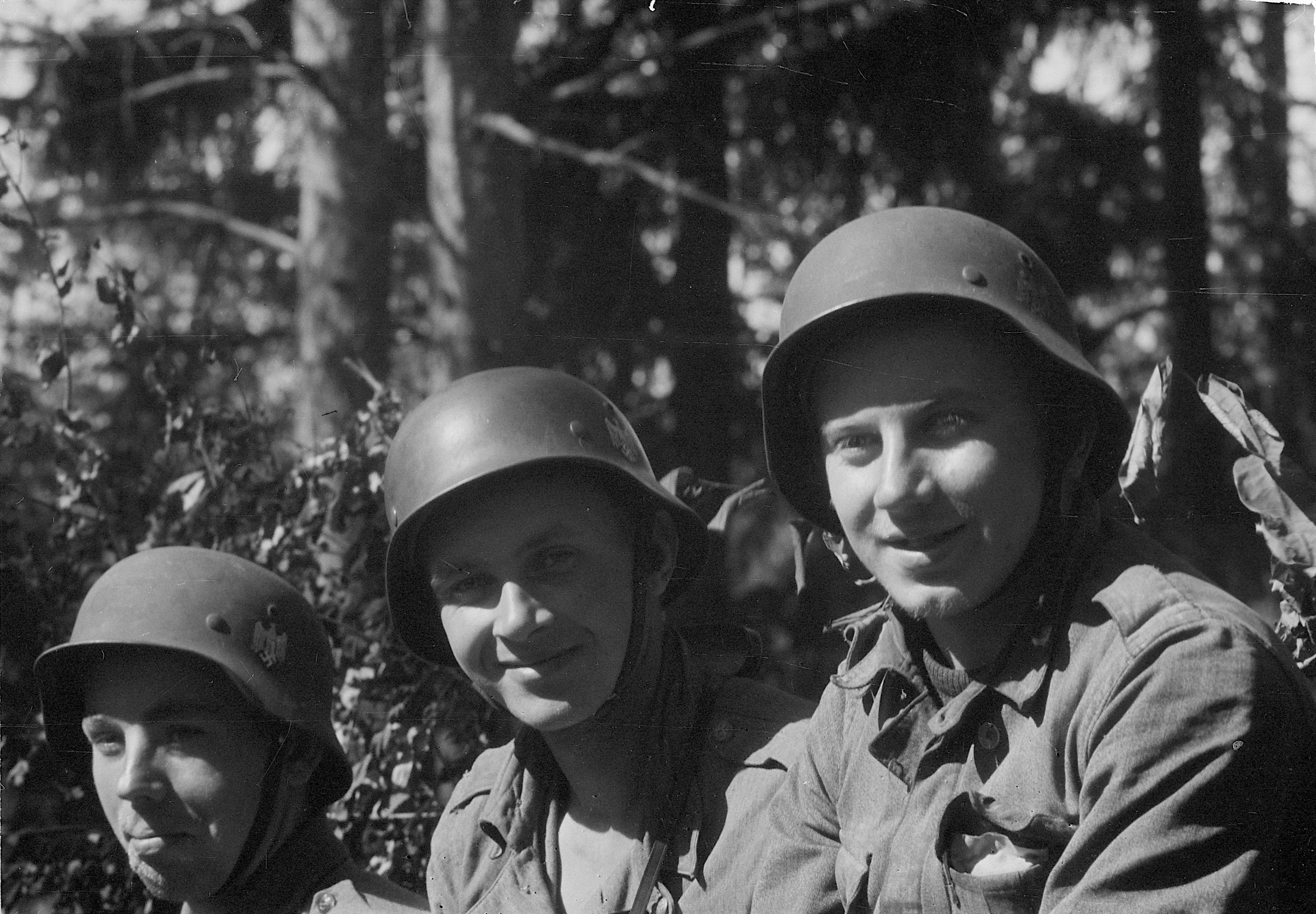
Estnische Freiwillige in Finnland während des Fortsetzungskrieges.

Als Finnland-Jungs (Estn. soomepoisid, Finn. Suomen-pojat) werden estnische Freiwillige bezeichnet, die im Zweiten Weltkrieg auf finnischer Seite gegen die Sowjetunion kämpften.

## Vorgeschichte
Nach dem Hitler-Stalin-Pakt wuchs der sowjetische Druck auf Estland, das in dem Geheimen Zusatzprotokoll – wie Finnland, Lettland und Litauen auch – der Sowjetunion zugeschlagen worden war. Am 28. September 1939 musste Estland der Einrichtung von sowjetischen Militärstützpunkten auf seinem Territorium zustimmen. Als die Sowjetunion am 30. November 1939 Finnland überfiel und den Winterkrieg entfachte, stiegen die Flugzeuge, die Helsinki bombardierten, von diesen neuen Stützpunkten auf.

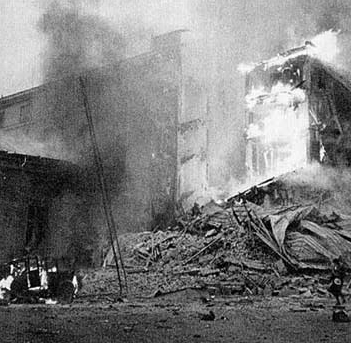
Bombenschäden in Helsinki, 30. November 1939.

Viele Esten sympathisierten mit Finnland, während die Regierung offiziell die Neutralität ihres Landes verkündete. Dennoch beteiligten sich schätzungsweise hundert Esten innerhalb der finnischen Armee an diesem Krieg. Nach der Sowjetisierung Estlands im Juni 1940 wurde das Land am 6. August des Jahres in die Sowjetunion aufgenommen. Dasselbe Schicksal ereilte Lettland und Litauen, während Finnland im Frieden von Moskau seine Unabhängigkeit bewahren konnte.
Nach Hitlers Überfall auf die Sowjetunion wurden von der Sowjetmacht am 30. Juni 1941 die Jahrgänge 1919–1922 und drei Wochen später in einer allgemeinen Mobilmachung die Jahrgänge 1907–1918 einberufen. Die sich schnell zurückziehende Rote Armee wollte dem heranrückenden Feind keine waffenfähigen Männer in die Hände spielen. Estland wurde im Sommer 1941 relativ schnell von deutschen Truppen besetzt. Dabei wurden die neuen Besatzer als Befreier von der Sowjetmacht angesehen, weil die Esten sich eine Wiederherstellung der Eigenstaatlichkeit erhofften. Stattdessen wurde das Land jedoch als Generalbezirk Estland bald ein Bestandteil des Reichskommissariats Ostland. Die deutsche Besetzung Estlands dauerte bis zum Herbst 1944, als das Land von sowjetischen Truppen rückerobert wurde.

## Flucht nach Finnland
Die deutsche Besatzungsmacht behelligte die in Estland verbliebenen waffenfähigen Männer zunächst nicht und rief lediglich am 18. August 1942 zur (freiwilligen) Bildung einer sogenannten Estnischen Legion im Rahmen der Waffen-SS. Daraufhin meldeten sich 1280 Freiwillige, die in ein Ausbildungslager nach Polen geschickt wurden. Ein halbes Jahr später jedoch begannen die Deutschen nach der Niederlage von Stalingrad im Februar 1943 mit der Zwangseinberufung junger Esten der Jahrgänge 1919–1924. Da dies gegen die Haager Konvention verstieß, wurde die Aktion als freiwillige Meldung getarnt, indem die mobilisierten Männer vor die Wahl gestellt wurden, in die Estnische Legion, den Hilfswehrdienst oder den Arbeitsdienst in Deutschland einzutreten. Damit wurde eine Fluchtbewegung von jungen Männern ausgelöst, die durchaus gegen die Sowjetunion kämpfen wollten, dies aber nicht in einer deutschen Uniform tun wollten.

## Das Regiment
Insgesamt dienten in den Reihen der finnischen Streitkräfte annähernd 3400 estnische Männer. Der größere Teil von ihnen war in einem eigenen Regiment organisiert, dem Infanterieregiment 200 (finnisch JR 200, JR = Jalkaväkirykmentti). Das Regiment kämpfte unter anderem auf der Karelischen Landenge und leistete somit einen wichtigen Beitrag zur Verteidigung Finnlands im Rahmen des sowjetischen Großangriffs im Sommer 1944.

## Rückkehr nach Estland

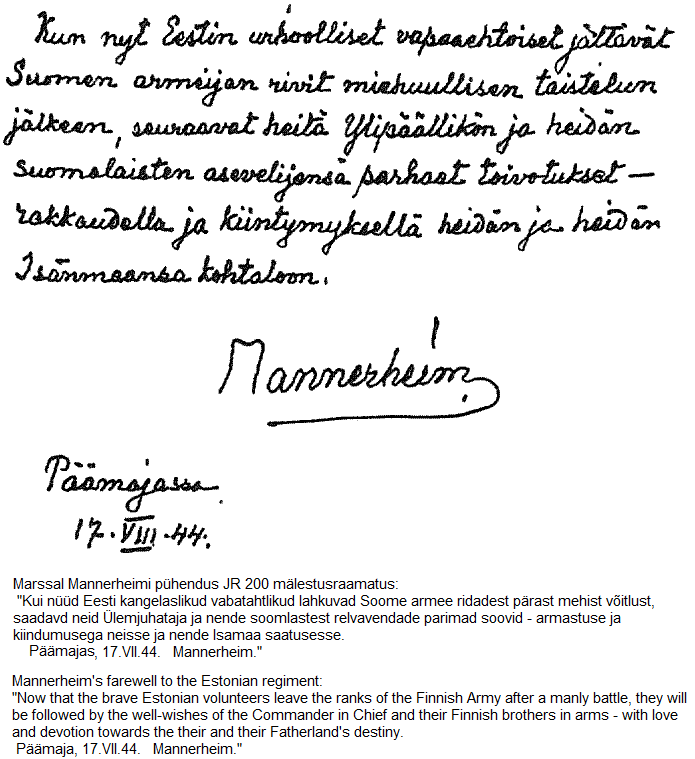
Marschall Mannerheims Abschiedsgruß an die estnischen Freiwilligen im August 1944.

Im August 1944 bemühten sich nationale Kreise in Estland um eine Wiederherstellung der Eigenstaatlichkeit nach dem (absehbaren) Abzug der deutschen Besatzungstruppen. Zu diesem Zweck riefen sie die in Finnland aktiven Freiwilligen nach Estland zurück. Ein Großteil folgte diesem Ruf; sie wurden vom finnischen Oberbefehlshaber Mannerheim mit einem persönlichen Grußwort entlassen: „Wenn nun Estlands heldenhafte Freiwillige nach einem mannhaften Kampf die Reihen der finnischen Armee verlassen, werden sie begleitet von den besten Wünschen des Oberkommandierenden und ihrer finnischen Waffenbrüder – mit Liebe und Zuneigung für ihr Schicksal und das ihres Vaterlandes.“
Die Soldaten wurden – ohne Waffen – mit dem deutschen Schiff „Wartheland“ am 19. August 1944 nach Paldiski gebracht. Die insgesamt 1752 Mann wurden von der Bevölkerung begeistert empfangen. Die – noch anwesende – deutsche Besatzungsmacht sah hierin jedoch eher eine Gefahr und schickte nur kleinere Abteilungen an die Front. Nach dem Abzug der Deutschen war die zurückkehrende Rote Armee zu stark, als dass diese kleinen Truppenverbände erfolgreich hätten Widerstand leisten können.

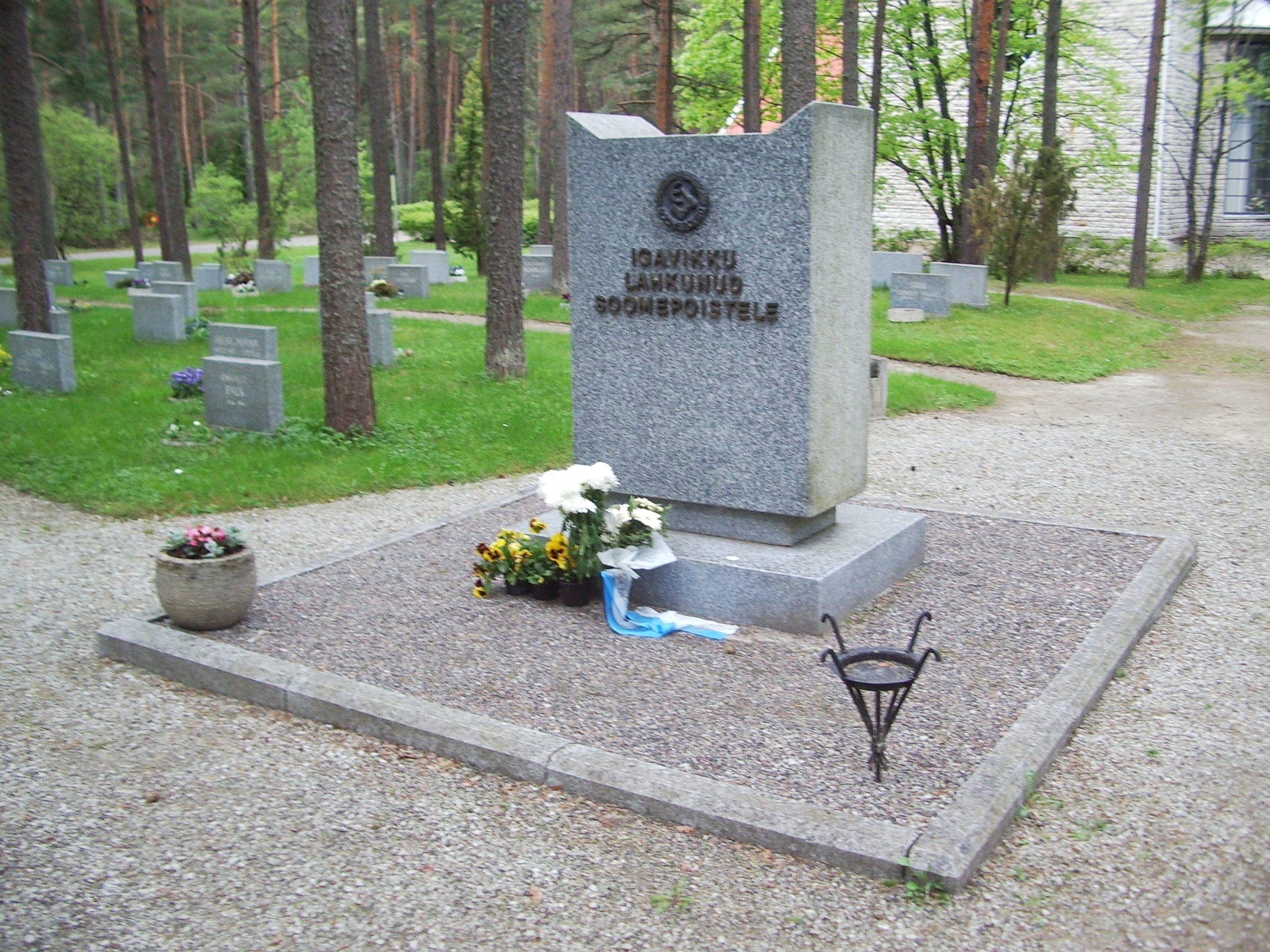
Monument für die Finnland-Jungs auf dem Waldfriedhof Tallinn.

Insgesamt starben ca. 200 Finnland-Jungs während der Kampfhandlungen. Auf dem Waldfriedhof in Tallinn befindet sich ein Gedenkmonument für sie. In Äksi im Landkreis Tartu befindet sich ein Museum für die Finnland-Jungs.

## Bekannte Finnland-Jungs
- Ivar Grünthal (1924–1996), Schriftsteller, Lyriker und Exilpolitiker
- Ottniell Jürissaar (1924–2014), Dichter und Musiker
- Ain Kaalep (1926–2020), Schriftsteller, Dichter, Übersetzer, Literaturkritiker und Literaturwissenschaftler
- Raimond Kaugver (1926–1992), Schriftsteller
- Ilmar Malin (1924–1994), Künstler
- Heino Mikiver (1924–2004), Künstler und Schriftsteller
- Ilmar Mikiver (1920–2010), Dichter und Journalist
- Vello Salo (1925–2019), Theologe, Übersetzer und Verleger
- Heino Susi (1925–1987), Schriftsteller
- Ilmar Talve (1919–2007), Schriftsteller, Literaturwissenschaftler und Ethnograph
- Arved Viirlaid (1922–2015), Schriftsteller und Lyriker

## Sekundärliteratur
- Anne-Riitta Isohella: Suomen-pojat. Virolainen jääkäritarina. Helsinki: Ajatus 1999. 603 S.
- Evald Uustalu, Rein Moora: Soomepoisid. Ülevaade Eesti vabatahtlike liikumisest ning sõjateest Soomes ja kodumaal Teise maailmasõja päevil. Tallinn: Olion 1992. 478 S.
- Mart Laar, Peep Pillak, Hain Rebas, Meelis Saueauk: Soomepoisid – võitlus jätkub. II maailmasõjas Soome armees võidelnud Eesti vabatahtlike ajalugu 1939–2010. Tallinn: Grenader 2010. 519 S.
- Peep Pillak, Heini Vilbiks: Soomepoiste elulood. Tallinn: Grenader 2015. 504 S.